# 琉球神道記

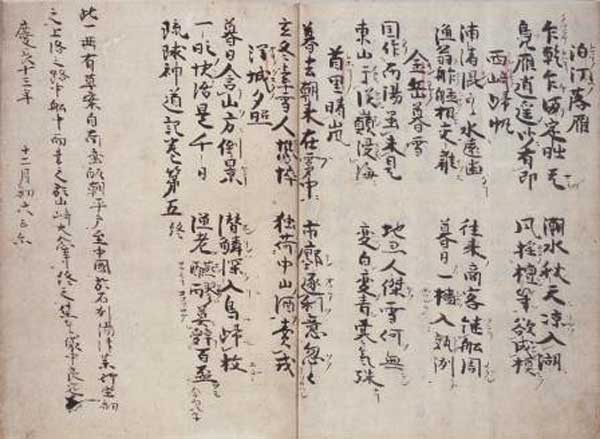
『琉球神道記』自筆稿本

『琉球神道記』（りゅうきゅうしんとうき）は、琉球王国に渡った日本の僧の袋中良定が著した書物である。慶安元年（1648年）刊行。「神道記」と題しているが、むしろ本地垂迹を基とした仏教的性格が強い書物となっている。また、薩摩藩が侵攻する以前の琉球の風俗などを伝える貴重な史料でもある。
袋中による自筆稿本は京都府の袋中庵が所蔵し、国の重要文化財に指定されている。

## 概要
『古代文学講座11 霊異記・氏文・縁起』では、本書の構成について、仏教をインド・中国から説明し、さらに琉球伽藍の本尊仏を説明、最終巻で琉球の神祇に顕れた本地垂迹を説明することにより、琉球の神祇が真言密教と深く関係していると説くことを意図し、書かれたものだと述べている。以上のような内容のため、神道記とは題しながらも、琉球の神祇について書かれているのは最終の巻第5のみとなっている。
本書は大きく2種類に分類することができる。第1は袋中良定の自筆した京都五条の袋中庵に所蔵されている稿本、第2はその後作られた版本である。『書物捜索 上』によれば、稿本と版本では以下の点が異なっている。
1. 稿本と版本では序文に記述された本書の執筆動機が異なる。（詳細は後述する成立を参照）
2. 本文中に少々の相違があり、稿本では巻第5に「鹿嶋明神事」、「諏訪明神事」、「住吉明神事」の3条が無い。
3. 稿本の奥書には、版本に無い部分がある。

また、『古代文学講座11 霊異記・氏文・縁起』では、本書に袋中良定の直接見聞したと思われる記事が散見されることから、本書の記事が袋中良定の聞書的な性格を持つものだと考察している。このため、後の時代の書物と本書の記事を比較することで琉球における風俗の変遷を知ることができる貴重な史料となっているとし、その例として『琉球国由来記 巻2』の「石奉行」の条と本書巻第5の「公廨（きがい）の袖結の事、又、鉢巻の事」の条にある「袖結」を挙げ、更にこの他にも興味深い記事は多いと述べている。
東恩納寛惇が著した「中山世鑑・中山世譜及び球陽」では、『中山世鑑』の「琉球開闢事」にある「天より下った男女が子をなしたのが国の始まり」と言う記述が、本書巻第5にある「キンマモン事」の記述より取ったことは疑いが無く、本書が『中山世鑑』編纂の際の資料とされたと述べている。
『琉球国由来記　巻11　密門諸寺縁起』においても「天久山大権現縁起」や「普天満山三所大権現縁起」に「見神道記」の記述があるなど、同巻の数箇所で本書を参照したことが示唆されており、密門諸寺縁起の編纂にあたっては参考文献とされていた。

## 成立
序文によれば、本書は万暦33年（1605年、和暦では慶長10年）の完成である。慶安元年（1648年）には版本の初版が開板された。
著者である袋中良定は浄土宗の僧侶で、その伝記である『袋中上人絵詞伝』によれば、明への渡航を望んで琉球まで来たが琉球より先への乗船を許す船が見つからず、3年間この地に留まったあと日本へ帰国したのだと言う。また『中山世譜　巻7』には「万暦31年（1603年、和暦では慶長8年）扶桑の人である僧袋中、国に留ること3年、神道記一部を著して還る」とあり、袋中良定が琉球に滞在していた3年の間に本書が著されたことが分かり、序文の記述を裏付けている。
しかし、稿本の奥書のみに見える部分には「この1冊、草案あり。南蛮より平戸に帰朝、中国に至る、石州湯津薬師堂において之を初め、上洛の途中、しかして船中これを書く、山崎大念寺において之を終える。集者、袋中良定　慶長13年12月初6　云爾」とあり、序文とは成立年が相違している。
このため、『書物捜索 上』（昭和53年（1978年）では、序文が万暦33年（1605年、慶長10年）、奥書が慶長13年（1608年）となっていることから、本書の製作年代は簡単には決定できないと述べた上で、序文が明の元号である万暦となっているのは、袋中良定が琉球に滞在していた時に書かれたからであろうと推測している。
また、稿本と版本では序文に記述された本書の執筆動機が大きく異なっている。
稿本の序文には「帰国の不忘に備える」とあり、本書が備忘録的な意味で書かれたことを窺わせるが、版本の序文では国士黄冠位階三位の馬幸明に「琉球国は神国であるのに未だその伝記がない。是非ともこれを書いて欲しい。」と懇願され、本書を作成したと記している。袋中が入滅した西方寺の『飯岡西方寺開山記』にも、馬幸明に懇願された袋中が、旅行中の身であることを理由にこれを断ったが、頻りに懇願されたので本書5巻と『琉球往来』1巻を著したと記されている。
この馬幸明と言う人物は琉球王国の士族と考えられているが、中山王府では王族・貴族・上級士族の家譜が整備されていたにもかかわらず、『古代文学講座11 霊異記・氏文・縁起』によれば馬幸明に関する家譜資料が確認されていないため、何者なのか不詳なのだと言う。しかし、『檀王法林寺 袋中上人 - 琉球と京都の架け橋 -』では、慶長8年の年紀がある『琉球往来』の奥書に「那覇港馬幸氏高明」とあること、また『飯岡西方寺開山記』には「是以国士黄冠〈彼国第三位〉馬幸明ト云モノ」とあることから、馬幸明は那覇港に勤務していた士族で、しかも黄冠の中では最上位となる位階三位であることから、中山王府の高官ではないかと推測している。さらに袋中自筆の『寤寐集』（ごびしゅう）には、馬幸明に孫が生まれたが、この子は泣き声を発さず乳を飲むばかりで、やがて死んでしまいそうな様子であったことから、馬幸明は必死に袋中を頼ってきた。そこで、ある夜、袋中はこの子の元へ行き、文を書いて御守りとして渡すと翌朝この子は泣き出し、馬幸明は大いに喜んだと言う話があり、『檀王法林寺 袋中上人 - 琉球と京都の架け橋 -』では馬幸明が実在する人物で、袋中とかなり親しい間柄であったと考察している。
昭和後期では判然としなかった本書の成立年代と執筆動機であったが、『書物捜索』から約30年後の平成23年（2011年）に出版された『檀王法林寺 袋中上人 - 琉球と京都の架け橋 -』では「従来説」と言う表現で、現在は以下の説が定説と考えられていることを述べている。
- 馬幸明に本書作成を懇願された袋中が、万暦33年（1605年）に本書の草案を完成し、この草案を基に清書した正本1冊を馬幸明に渡した。その後、琉球から平戸に帰国した袋中は、持ち帰った草案を基に石見国湯津の薬師堂において推敲を初め、京都に向かう途中の船中でも執筆を続けた。京都山崎の大念寺において推敲を終えて正本を清書したのが慶長13年（1608年）。この清書された正本が、現在、京都五条の袋中庵に所蔵されている自筆稿本である。

『檀王法林寺 袋中上人 - 琉球と京都の架け橋 -』では、馬幸明は実在の人物であるから上記説の通り馬幸明に渡した正本を想定しても良いのではないかと述べ、さらに、稿本では書かなかった本来の動機を出版にあたって書き加えたとしても不思議では無いと考察している。しかし、稿本には「帰国の不忘に備える」としかないことから、馬幸明依頼説を疑問として唱えられている以下の説があることも紹介している。
- 袋中が備忘のため万暦33年（1605年）に本書の草案を完成し、琉球から平戸に帰国した後、持ち帰った草案を基に石見国湯津の薬師堂において推敲を初め、京都に向かう途中の船中でも執筆を続けた。京都山崎の大念寺において推敲を終えて正本を清書したのが慶長13年（1608年）。この清書されたものが、現在、京都五条の袋中庵に所蔵されているもので、唯一作成された正本である。

『古代文学講座11 霊異記・氏文・縁起』では馬幸明依頼説を前提とした上で、本書にその時代にはいない人物が登場している箇所があったり、正史に比べて記述が簡略で史料が参考にされた形跡が見られない箇所があること、本書の内容からしても王府が袋中良定に公的に依頼したような書物と考え難いことから、馬幸明からの要請が王府からの正式な依頼では無く、個人的な依頼に近いものであったろうと考察している。

## 構成
琉球神道記は以下の構成となっている。序文によれば巻第1は三界、巻第2は竺土、巻第3は震旦、巻第4は琉球の諸伽藍本尊、巻第5は琉球の神祇について記述している。
| 巻 次       | 内 容 |
| ----------- | --- |
| 巻第1並に序 | 三界事 |
| 巻第2       | 過去七仏事、釈迦八相事、釈迦如来昔縁事、仏生国事、転輪聖王事、仏国殊勝事 |
| 巻第3       | 磐石王事、歴代王位事、三皇事、五帝事、十四代事 |
| 巻第4       | 奉安置釈迦牟尼仏道場、奉安置文殊師利菩薩道場、普賢菩薩事、多聞天王道場、観世音菩薩道場、千手観音道場、勢至菩薩、阿弥陀如来道場、薬師瑠璃光如来道場、大聖不動明王道場、地蔵菩薩道場、虚空蔵菩薩道場、弥勒菩薩道場、阿閦仏、大日如来                           |
| 巻第5       | 波上権現事、洋ノ権現事、尸棄那権現事、普天間権現事、末吉権現事、天久権現事、八幡大菩薩事、天満大政威徳大自在天神事、天照大神事、天妃事、天巽、道祖神事、火神事、権者実者事、疫神事、神楽事、鳥居事、駒犬事、鹿嶋明神事、諏訪明神事、住吉明神事、キンマモン事 |